# آيت بورزوين
آيت بورزوين هي قرية مغربية وسط البلاد.تقع آيت بورزوين جنوبي مكناس. تنتمي آيت بورزوين لإقليم الحاجب، وتضم 8.635 نسمة (حسب الإحصاء الرسمي 2004).